# Kremnické Bane
Kremnické Bane – wieś (obec) na Słowacji w powiecie Żar nad Hronem. Niemiecka osada górnicza wspominana już w 1361, około 4 km na północ od Kremnicy. Obecnie znana jest głównie z nieodległego geograficznego środka Europy (według jednej z koncepcji).
We wsi jest rzymskokatolicki kościół św. Jana Chrziciela z II. połowy XIII w. i kaplica Narodzenia Maryi Panny z 1726.
Kremnické Bane są małą wsią, znajdującą się w Górach Kremnickich, niedaleko miasta Kremnica. Rozpościera się w dolinie, na wysokości między 700 a 800 m n.p.m. Pierwsza pisemna wzmianka pochodzi z 1361. Pierwszymi mieszkańcami wsi byli niemieccy kolonizatorzy, którzy przybyli na ziemie Słowacji w XIII wieku dlatego, że w Górach Kremnickich zaczęto wydobywać złoto i inne metale szlachetne.
Wieś miała w swojej historii różne nazwy, jak Johanesberg, Piargy i teraźniejsze Kremnické Bane. Aż do końca II wojny światowej mieszkali tu przede wszystkim obywatele niemieckiej narodowości, którzy w większości na mocy dekretów Beneša zostali wysiedleni do Niemiec.
W swojej historii była wieś albo samodzielna, albo należała do miasta Kremnica. Ostatnio była dzielnicą Kremnicy w latach 1980-1991. Odtąd jest znów samodzielna.
Wieś dzieli się na dwie części, wieś właściwą i część Staré Piargy. Znajduje się w niej firma ELKA, farma Jantár, stacja benzynowa Jurki, gospoda Piarg, sklep spożywczy, sanatorium dziecięce Slniečko (Słoneczko), kościół rzymskokatolicki, parafia rzymskokatolicka dla wsi Kremnické Bane, Kunešov, Krahule i Turček. Jest tu też boisko piłkarskie, na którym grają mecze piłkarze miejscowego klubu.
Nad wsią znajduje się symboliczny środek Europy przy gotyckim kościele św. Jana Chrziciela, z którego dachu płynie woda na jedną stronę do Wagu, a na drugą do Hronu. Niedaleko kościoła jest też najwyższy punkt gminy, skała Trnovník (niem. Dornstein) o wysokości 990 m n.p.m.
Podczas spisu ludności z 2001 z 250 mieszkańców 88,4% określiło się jako Słowacy, 10,40% jako Niemcy i 0,40% jako Czesi. Dominującym wyznaniem było rzymskokatolickie z 79,6%.